# Jinjeop-eup
Jinjeop-eup (koreanska: 진접읍) är en köping i kommunen Namyangju i  provinsen Gyeonggi i den norra delen av Sydkorea, 25 km nordost om huvudstaden Seoul.